# Drama de los palanganas: veterano y bisoño
El Drama de los palanganas: veterano y bisoño es un texto muy poco conocido, publicado en 1776. Su autor fue el marqués de Soto Florido, Francisco Ruiz Cano.
Se representó al aire libre en las gradas que llevan a la catedral de Lima, en plena Plaza Mayor a poco de haber terminado el gobierno del virrey don Manuel Amat y Junyent.
Consiste en la conversación que mantienen estos dos vanidosos o pedantes palanganas durante la cual critican ferozmente el gobierno, y las maneras y actitudes personales de este virrey, permaneciendo su autor en el anonimato. El lenguaje utilizado es muy enredado y de habla popular, lindante con la germanía que se hablaba en la España del Siglo de Oro.